# Midtown Madness 3
 Midtown Madness 3 (с англ. — «Городское безумие 3») — видеоигра в жанре аркадных автогонок, разработанная студией Digital Illusions CE AB и изданная компанией Microsoft Game Studios эксклюзивно для игровой приставки Xbox в 2003 году. Это третья и последняя часть серии Midtown Madness. Впоследствии была также выпущена версия игры для мобильных телефонов компанией In-Fusio.
Как и предшественники, Midtown Madness 3 сосредотачивается на гонках по городским улицам. Игроку предоставлены два города — Париж и Вашингтон, по которым можно свободно разъезжать, а также лицензированные автомобили от известных мировых производителей. В игре присутствует три основных режима, каждый со своими особенностями и видами соревнований: «Work Undercover», «Single Race» и «Multiplayer». Помимо этого, есть возможность изменения интенсивности городского трафика, полиции, времени суток, погоды и времени года.
В отличие от предыдущих частей серии, Angel Studios не принимали участие в разработке Midtown Madness 3. Изначально игру планировалось выпустить и на персональные компьютеры под управлением Windows, но в итоге от этого отказались. После выхода, Midtown Madness 3 получила в основном позитивные оценки от игровой прессы. К достоинствам критики отнесли графику, автомобили и многопользовательский режим, но сдержанно отнеслись к миссиям в одиночной игре. Версия для телефонов тоже получила в основном положительные оценки.

## Игровой процесс
Midtown Madness 3 представляет собой аркадную гоночную игру, выполненную в трёхмерной графике. Как и в предыдущих частях серии, в игре представлены уличные гонки по реальным городам: присутствуют Париж и Вашингтон, по которым предоставлена свобода передвижения. На улицах по тротуарам идут пешеходы, которых невозможно сбить (при попытке сделать это, они всегда отбегают в сторону). На выбор игроку представлены более 30 автомобилей от известных мировых производителей, таких как MINI, Chevrolet, Opel и других, среди которых присутствуют легковые, грузовые, пожарные и другие машины. При столкновениях автомобили получают повреждения, которые влияют на внешний вид и поведение машины на дороге; в правом нижнем углу на панели приборов находится индикатор повреждений, который постепенно опустошается при ударах, и если он будет полностью опустошён, то автомобиль остановится и через несколько секунд восстановит своё первоначальное состояние.
В игре есть три режима: «Work Undercover», «Single Race» и «Multiplayer». В первом из них игроку предстоит участвовать в гонках и выполнять определённые миссии, например перевозку грузов и пассажиров. В «Single Race» можно самому настроить условия гонки. «Multiplayer» представляет собой многопользовательскую игру по сети до восьми игроков, которая задействует службу Xbox Live, или для двух игроков с технологией разделённого экрана. Также присутствуют такие типы гонок, как «Cruise» (свободное передвижение по городу), «Blitz» (езда по контрольным точкам на время) и «Checkpoint» (гонка с другими участниками). В онлайн-игре присутствуют также режимы, недоступные в одиночной. В игре присутствует изменение времени суток, времени года и погодных условий, а также интенсивности дорожного движения и полиции.

## Разработка и выход игры
Midtown Madness 3 является третьей частью серии Midtown Madness и заимствует особенности предшественников: уличные гонки с полицией в реальных городах. Тем не менее, в отличие от предыдущих игр, третья часть серии разрабатывалась студией Digital Illusions CE AB, а не Angel Studios, однако издателем, как и ранее, выступила Microsoft Game Studios. Изначально Midtown Madness 3 должна была выйти на приставке Xbox и персональных компьютерах под управлением Windows, однако разработка игры для ПК была отменена и аркада создавалась эксклюзивно для Xbox. Анонс Midtown Madness 3 состоялся 15 марта 2002 года. Игра также демонстрировалась на выставке E3.
Выход Midtown Madness 3 состоялся 17 июня 2003 года в Северной Америке, 27 июня в Европе и 7 августа в Японии. Позже для игры был выпущен загружаемый контент, включающий в себя новые автомобили. 1 декабря 2004 года была выпущена разработанная студией In-Fusio 2D-версия игры для мобильных телефонов, а 19 августа следующего года — 3D-версия.

## Оценки и мнения
| Сводный рейтинг    | Сводный рейтинг                          |
| Агрегатор          | Оценка                                   |
| ------------------ | ---------------------------------------- |
| GameRankings       | 80,24 %                                  |
| Game Ratio         | 78 %                                     |
| Metacritic         | 76/100                                   |
| MobyRank           | 78/100                                   |
| Иноязычные издания |                                          |
| Издание            | Оценка                                   |
| AllGame            | [ 10 ]                                   |
| CVG                | 8/10                                     |
| EGM                | 7,33/10                                  |
| Eurogamer          | 9/10                                     |
| G4                 | 3/5                                      |
| Game Informer      | 5,25/10                                  |
| GamePro            | [ 11 ]                                   |
| GameRevolution     | B                                        |
| GameSpot           | 8/10 7/10 (моб. 2D)                      |
| GameSpy            | [ 18 ]                                   |
| GameZone           | 8,2/10                                   |
| IGN                | 8,7/10 8,6/10 (моб. 2D) 6,6/10 (моб. 3D) |
| OXM                | 8,9/10                                   |
| Play (UK)          | B+                                       |
| TeamXbox           | 4,3/5                                    |
| VideoGamer         | 8/10                                     |
| XboxAddict         | 4,5/5                                    |

Игровая пресса преимущественно положительно отозвалась о Midtown Madness 3. На сайте Metacritic средняя оценка составляет 76/100, а на GameRankings — 80,24 %. К достоинствам обозреватели отнесли сетевые возможности, высокое качество графики и выбор автомобилей, но критике подвергли одиночный режим игры.